# Любовицкий, Владимир Альфредович
Владимир Альфредович Любовицкий (род. 4 января 1964) - советский и российский бобслеист, российский бобслейный тренер.

## Биография
Родился 4 января 1964 года в городе Кунгур Пермской области.

### Образование
В 1986 году закончил Уфимский авиационный институт. В 2003 году окончил Университет Экономики. 

### Карьера
Владимир Альфредович воспитанник спортивного общества «Динамо». В 1984 году начал заниматься бобслеем под руководством тренера В.Ш. Чанбарисов. Уже в 1985 года - в сборной СССР по бобслею. В 1988 году стал бронзовым призёром чемпионата мира среди юниоров. 
Серебряный призер чемпионата РСФСР 1987 года на двухместных бобслейных санях. 
В 1991 году занимает 2-е место на этапах Кубка Мира. Принимал участие в XVI Зимних Олимпийских играх в Альбертвилле (Франция) в 1992 году, где в составе нашей четвёрки оказывается на 19-й позиции. 
В бобслей вернулся в 2006 году. С 2007 по 2010 годы - председатель главного тренерского совета Федерации бобслея и скелетона России. С 2008 по 2012 годы - главный тренер сборной команды России по бобслею. Заслуженный тренер России (2010).